# Jonathan Soriano
Jonathan Soriano Casas (Rocafort y Vilumara, Barcelona, 24 de septiembre de 1985) es un exfutbolista español que jugaba de delantero.

## Biografía
En el año 2000 entró a formar parte de las categorías inferiores del R. C. D. Espanyol. Pronto empezaría a destacar por su habilidad de goleador. En 2001 ascendió hasta el R. C. D. Espanyol "B", donde siguió manteniendo buenas rachas goleadoras. Sin embargo, su carrera se vio frenada por las continuas lesiones de rodilla que sufrió, las cuales casi le apartan para siempre del fútbol.
Fue alternando entre el filial y el primer equipo, y en 2006 y 2007 cedido, primero en la U. D. Almería y después en el Club Polideportivo Ejido. Finalmente se asentó en la primera plantilla en el año 2007. El último partido con el Espanyol lo jugó en el derbi contra el F. C. Barcelona como capitán del equipo antes de que se marchara cedido al Albacete Balompié el 31 de enero de 2009, sin opción de renovar contrato a final de temporada.
En julio de 2009 fichó por el Fútbol Club Barcelona "B", donde sus goles y experiencia ayudaron a ascender al filial culé a Segunda División. Jugó su primer partido con el primer equipo del Barcelona el 28 de octubre de 2009 en la ida de los dieciseisavos de final de la Copa del Rey frente a la Cultural y Deportiva Leonesa. El partido acabó con el resultado de 0-2 favorable al Barcelona. Entró en el terreno de juego al final de la segunda parte sustituyendo a Jeffrén Suárez, disputando tan sólo nueve minutos. En la temporada 2010-2011 el entrenador Pep Guardiola lo llamó para que jugara la pretemporada con el primer equipo del Fútbol Club Barcelona. Posteriormente, Soriano fue una pieza clave en la mejor temporada de la historia del Barça B (la 2010-11), siendo el Pichichi de la categoría con treinta y dos goles.
En enero de 2012 fichó por el Red Bull Salzburgo. En su primer año con el equipo austriaco ganó la Liga y la Copa de Austria, realizando grandes actuaciones con su nuevo club. Desde 2013 se convirtió en capitán del equipo.
Se convirtió en uno de los mejores goleadores españoles en el extranjero marcando 48 goles en su primera temporada con Red Bull Salzburg (que da una media de 1,17 goles por partido) y 46 en la segunda. En relación a estos éxitos le indicaron también entre Messi y Cristiano Ronaldo en el aspecto del máximo goleador.  Lamentablemente resultó „penalizado” por no jugar en una liga grande. 
En febrero de 2017 fichó por el Beijing Guoan chino a cambio de 15 millones y un sueldo de 8 millones por temporada.
Tras dos años en China, el 14 de diciembre de 2018 se hizo oficial su fichaje por el Al-Hilal por una temporada y media.
En verano 2019 firmó por una temporada más una opcional con el Girona F. C., volviendo a jugar en España tras 8 años. Abandonó el club al año siguiente y, tras varios meses sin equipo, en marzo de 2021 se comprometió con el C. D. Castellón hasta final de temporada. Tras la misma quedó libre y el 24 de septiembre, coincidiendo con su 36.º cumpleaños, anunció su retirada.

## Selección nacional
Ha sido internacional 25 veces con las categorías inferiores de la selección española.

## Estadísticas

### Clubes
| R. C. D. Espanyol "B" · España | 2.ª B         | 2000-01       | 1   | 0   | ―  | ―  | ―  | ―  | 1   | 0   | 0    |
| R. C. D. Espanyol "B" · España | 2.ª B         | 2001-02       | 11  | 2   | ―  | ―  | ―  | ―  | 11  | 2   | 0,18 |
| R. C. D. Espanyol "B" · España | 2.ª B         | 2002-03       | 25  | 9   | ―  | ―  | ―  | ―  | 25  | 9   | 0,36 |
| R. C. D. Espanyol "B" · España | 2.ª B         | 2003-04       | 16  | 6   | ―  | ―  | ―  | ―  | 16  | 6   | 0,38 |
| R. C. D. Espanyol "B" · España | 2.ª B         | 2004-05       | 17  | 15  | ―  | ―  | ―  | ―  | 17  | 15  | 0,88 |
| R. C. D. Espanyol "B" · España | Total club    | Total club    | 70  | 32  | ―  | ―  | ―  | ―  | 70  | 32  | 0,46 |
| R. C. D. Espanyol · España | 1.ª           | 2002-03       | 1   | 0   | 0  | 0  | ―  | ―  | 1   | 0   | 0    |
| R. C. D. Espanyol · España | 1.ª           | 2003-04       | 0   | 0   | 0  | 0  | ―  | ―  | 0   | 0   | 0    |
| R. C. D. Espanyol · España | 1.ª           | 2004-05       | 7   | 1   | 0  | 0  | ―  | ―  | 7   | 1   | 0,14 |
| R. C. D. Espanyol · España | 1.ª           | 2005-06       | 3   | 0   | 2  | 2  | 3  | 0  | 8   | 2   | 0,25 |
| R. C. D. Espanyol · España | Total club    | Total club    | 11  | 1   | 2  | 2  | 3  | 0  | 16  | 3   | 0,07 |
| U. D. Almería · España | 2.ª           | 2005-06       | 17  | 6   | ―  | ―  | ―  | ―  | 17  | 6   | 0,35 |
| U. D. Almería · España | Total club    | Total club    | 17  | 6   | ―  | ―  | ―  | ―  | 17  | 6   | 0,35 |
| R. C. D. Espanyol · España | 1.ª           | 2006-07       | 1   | 0   | ―  | ―  | ―  | ―  | 1   | 0   | 0    |
| R. C. D. Espanyol · España | Total club    | Total club    | 1   | 0   | ―  | ―  | ―  | ―  | 1   | 0   | 0    |
| Polideportivo Ejido · España | 2.ª           | 2006-07       | 12  | 2   | ―  | ―  | ―  | ―  | 12  | 2   | 0,17 |
| Polideportivo Ejido · España | Total club    | Total club    | 12  | 2   | ―  | ―  | ―  | ―  | 12  | 2   | 0,17 |
| R. C. D. Espanyol · España | 1.ª           | 2007-08       | 24  | 2   | 3  | 1  | ―  | ―  | 27  | 3   | 0,11 |
| R. C. D. Espanyol · España | 1.ª           | 2008-09       | 7   | 0   | 5  | 0  | ―  | ―  | 12  | 0   | 0    |
| R. C. D. Espanyol · España | Total club    | Total club    | 31  | 2   | 8  | 1  | 0  | 0  | 39  | 3   | 0,08 |
| Albacete Balompié · España | 2.ª           | 2008-09       | 11  | 1   | ―  | ―  | ―  | ―  | 11  | 1   | 0,09 |
| Albacete Balompié · España | Total club    | Total club    | 11  | 1   | 0  | 0  | ―  | ―  | 11  | 1   | 0,09 |
| F. C. Barcelona "B" · España | 2.ª B         | 2009-10       | 37  | 22  | ―  | ―  | ―  | ―  | 37  | 22  | 0,58 |
| F. C. Barcelona "B" · España | 2.ª           | 2010-11       | 37  | 32  | ―  | ―  | ―  | ―  | 37  | 32  | 0,86 |
| F. C. Barcelona "B" · España | 2.ª           | 2011-12       | 10  | 5   | ―  | ―  | ―  | ―  | 10  | 5   | 0,5  |
| F. C. Barcelona "B" · España | Total club    | Total club    | 84  | 59  | ―  | ―  | ―  | ―  | 84  | 59  | 0,7  |
| F. C. Barcelona · España | 1.ª           | 2009-10       | 0   | 0   | 1  | 0  | 0  | 0  | 1   | 0   | 0    |
| F. C. Barcelona · España | Total club    | Total club    | 0   | 0   | 1  | 0  | 0  | 0  | 1   | 0   | 0    |
| Red Bull Salzburgo · Austria | 1.ª           | 2011-12       | 11  | 3   | 2  | 2  | 2  | 0  | 15  | 5   | 0,33 |
| Red Bull Salzburgo · Austria | 1.ª           | 2012-13       | 33  | 26  | 4  | 3  | 1  | 0  | 38  | 29  | 0,76 |
| Red Bull Salzburgo · Austria | 1.ª           | 2013-14       | 28  | 31  | 4  | 5  | 11 | 12 | 43  | 48  | 1,12 |
| Red Bull Salzburgo · Austria | 1.ª           | 2014-15       | 32  | 31  | 5  | 7  | 12 | 8  | 49  | 46  | 0,94 |
| Red Bull Salzburgo · Austria | 1.ª           | 2015-16       | 27  | 21  | 6  | 10 | 1  | 1  | 34  | 32  | 0,94 |
| Red Bull Salzburgo · Austria | 1.ª           | 2016-17       | 13  | 8   | 0  | 0  | 10 | 4  | 23  | 12  | 0,52 |
| Red Bull Salzburgo · Austria | Total club    | Total club    | 144 | 120 | 21 | 27 | 37 | 25 | 202 | 172 | 0,85 |
| Beijing Guoan China | 1.ª           | 2017          | 19  | 16  | 1  | 3  | ―  | ―  | 20  | 19  | 0,95 |
| Beijing Guoan China | 1.ª           | 2018          | 12  | 9   | 4  | 3  | ―  | ―  | 16  | 12  | 0,75 |
| Beijing Guoan China | Total club    | Total club    | 31  | 25  | 5  | 6  | 0  | 0  | 36  | 31  | 0,86 |
| Al-Hilal Arabia Saudita | 1.ª           | 2018-19       | 8   | 3   | 2  | 0  | 2  | 1  | 12  | 4   | 0,33 |
| Al-Hilal Arabia Saudita | Total club    | Total club    | 8   | 3   | 2  | 0  | 2  | 1  | 12  | 4   | 0,33 |
| Girona F. C. · España | 2.ª           | 2019-20       | 16  | 1   | 1  | 2  | ―  | ―  | 17  | 3   | 0,18 |
| Girona F. C. · España | Total club    | Total club    | 16  | 1   | 1  | 2  | ―  | ―  | 17  | 3   | 0,18 |
| C. D. Castellón · España | 2.ª           | 2020-21       | 8   | 0   | ―  | ―  | ―  | ―  | 8   | 0   | 0    |
| C. D. Castellón · España | Total club    | Total club    | 8   | 0   | ―  | ―  | ―  | ―  | 8   | 0   | 0    |
| Total carrera | Total carrera | Total carrera | 444 | 252 | 40 | 38 | 42 | 26 | 526 | 316 | 0,6  |
| (1) Incluye datos de la Copa del Rey, Copa de Austria, Copa de China y Copa del Rey de Campeones. (2) Incluye datos de la Liga de Campeones de la UEFA, Liga Europea de la UEFA y Liga de Campeones de la AFC. (3) Media de goles por encuentro. No incluye goles en partidos amistosos. |               |               |     |     |    |    |    |    |     |     |      |

## Palmarés

### Títulos nacionales
| Título          | Club               | País    | Año  |
| --------------- | ------------------ | ------- | ---- |
| Copa del Rey    | R. C. D. Espanyol  | España  | 2006 |
| Bundesliga      | Red Bull Salzburgo | Austria | 2012 |
| Copa de Austria | Red Bull Salzburgo | Austria | 2012 |
| Bundesliga      | Red Bull Salzburgo | Austria | 2014 |
| Copa de Austria | Red Bull Salzburgo | Austria | 2014 |
| Bundesliga      | Red Bull Salzburgo | Austria | 2015 |
| Copa de Austria | Red Bull Salzburgo | Austria | 2015 |
| Bundesliga      | Red Bull Salzburgo | Austria | 2016 |
| Copa de Austria | Red Bull Salzburgo | Austria | 2016 |
| Bundesliga      | Red Bull Salzburgo | Austria | 2017 |
| Copa de China   | Beijing Guoan      | China   | 2018 |

### Distinciones individuales
| Distinción                                             | Año  |
| ------------------------------------------------------ | ---- |
| Trofeo Pichichi de la Segunda División                 | 2011 |
| Máximo goleador de la Bundesliga (31 goles)            | 2014 |
| Máximo goleador de la Liga Europa de la UEFA (8 goles) | 2014 |
| Máximo goleador de la Bundesliga (31 goles)            | 2015 |
| Máximo goleador de la Copa de Austria (7 goles)        | 2015 |
| Máximo goleador de la Bundesliga (21 goles)            | 2016 |
| Máximo goleador de la Copa de Austria (10 goles)       | 2016 |